# Liste der Monuments historiques in Loqueffret
Die Liste der Monuments historiques in Loqueffret führt die Monuments historiques in der französischen Gemeinde Loqueffret auf.

## Liste der Bauwerke
| Bezeichnung          | Beschreibung | Standort          | Kennzeichnung | Schutzstatus | Datum | Bild           |
| -------------------- | ------------ | ----------------- | ------------- | ------------ | ----- | -------------- |
| Calvaire             |              | Le Rusquec (Lage) | PA00090106    | Inscrit      | 1927  | weitere Bilder |
| Chapelle de la Croix | Kapelle      | (Lage)            | PA00090105    | Inscrit      | 1926  | weitere Bilder |
| Kirche Ste-Geneviève |              | (Lage)            | PA00090104    | Classé       | 1916  | weitere Bilder |
| Manoir du Rusquec    | Herrenhaus   | (Lage)            | PA00090107    | Inscrit      | 1926  | weitere Bilder |

## Liste der Objekte
- Monuments historiques (Objekte) in Loqueffret in der Base Palissy des französischen Kultusministeriums